# Hormetica strumosa
Hormetica strumosa es una especie de insecto blatodeo de la familia Blaberidae, subfamilia Blaberinae.

## Distribución geográfica
Se pueden encontrar en Ecuador.